# Wallenrode (Adelsgeschlecht)

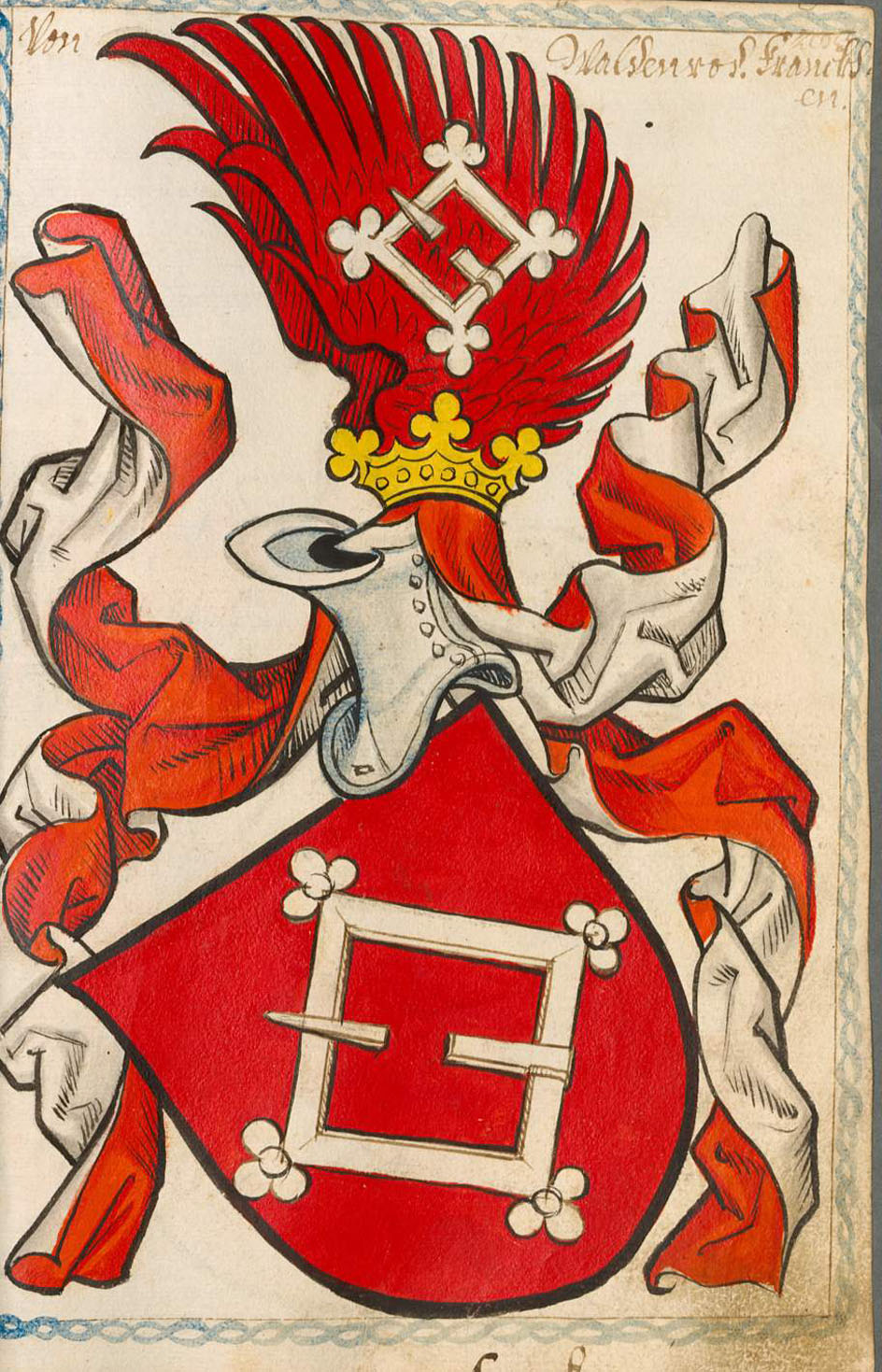
Wappen nach dem Scheiblerschen Wappenbuch

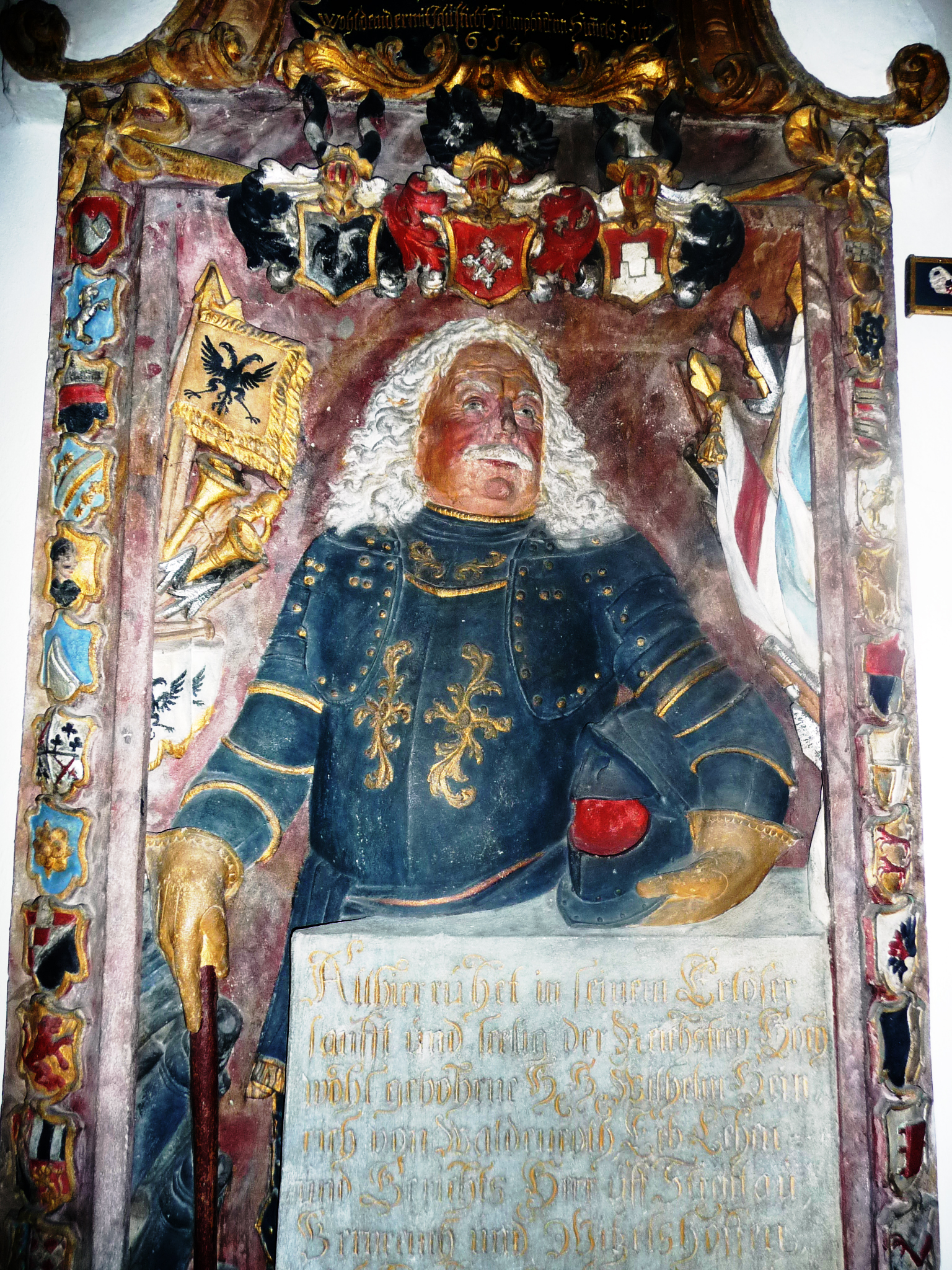
Epitaph eines von Wallenrode in der Streitauer Kirche

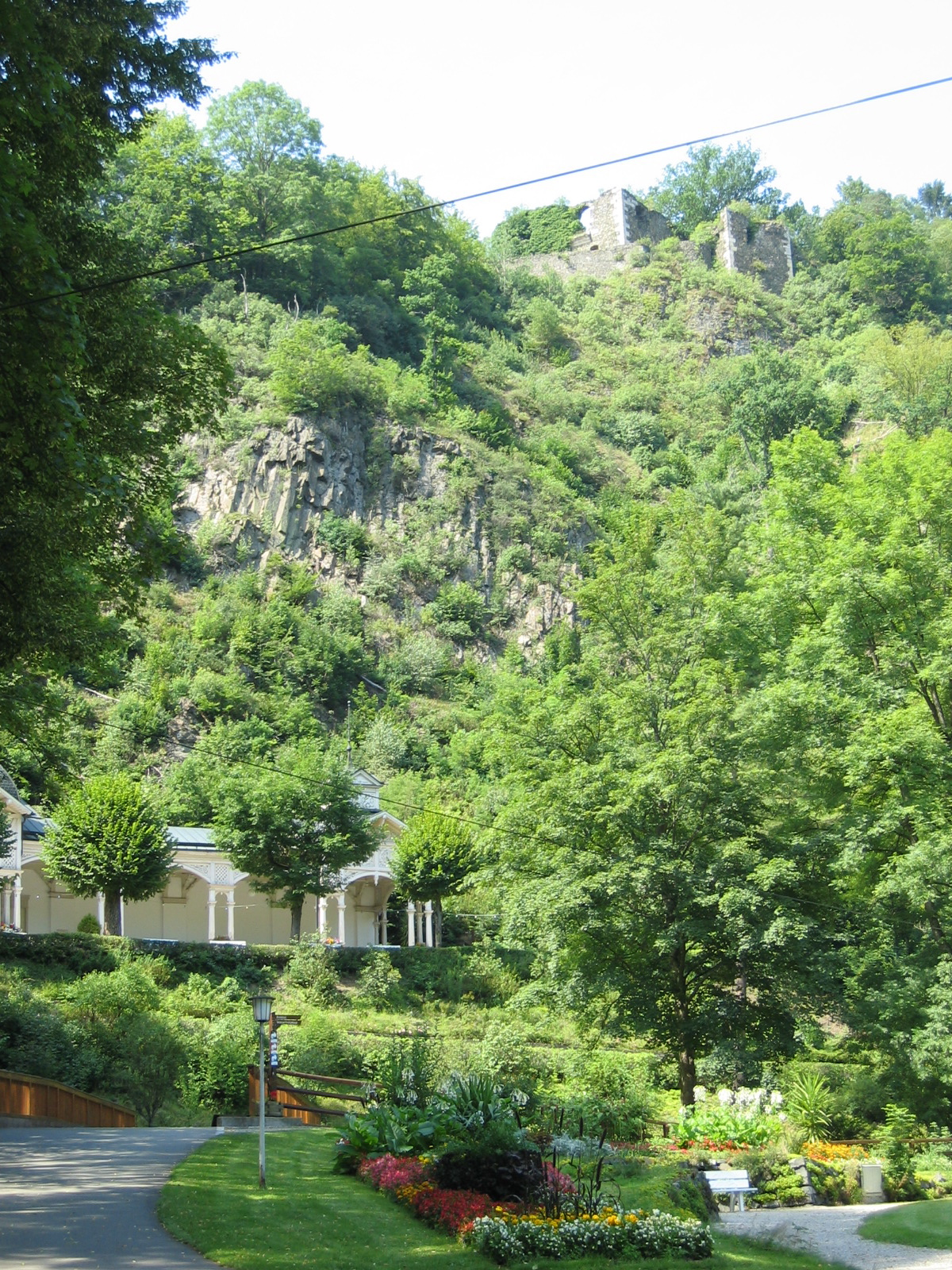
Hausberg von Bad Berneck mit Ruine

Die Familie von Wallenrode (auch Wallenrod, Wallenrodt) ist ein altes fränkisches Adelsgeschlecht.

## Geschichte

### Ursprung
Die Familie von Wallenrode zählte zu den fränkischen Uradelsgeschlechtern und war eines Stammes mit der Familie der Förtsch. Sie erschien zuerst am 25. August 1244 mit Eberhart Forscho de Thurnau, Marschall des Herzogs Otto II. von Meran und seinem Sohn Albertus de Waldinrode. Ihre Stammburg lag südwestlich von Geroldsgrün im Frankenwald. Von der Burg Wallenrode haben sich nur Geländespuren, wie mehrere Halsgräben und Wallgräben erhalten. Die Wallenrode traten als Ministeriale im Gefolge der Andechs-Meranier auf.

### Die von Wallenrode im Bernecker Raum
Mit der Herrschaft der Burggrafen von Nürnberg zog die Familie von Wallenrode in den Bernecker Raum ein, heute im Landkreis Bayreuth in Oberfranken. Sie verpflichtete sich zum Wiederaufbau eines Burgstalls der Walpoten und errichtete die Burg Neuwallenrode (auch Hohenberneck genannt). Durch eine Pfandschaft gelangte sie über Generationen in die Positionen von Burghütern und Amtmännern der Burggrafen und anschließend der Markgrafen von Kulmbach bzw. Bayreuth.
In der Region bildeten sich zwei Linien heraus: Die Wallenrode zu Streitau und die Wallenrode auf Marktschorgast, Hohenknoden und Plos. Mit Karl Friedrich von Wallenrode starb am 30. September 1739 die fränkische Linie derer von Wallenrode aus.
Das Epitaph des letzten Wallenrode von Streitau befindet sich im Bayerischen Vogtlandmuseum in Hof und wurde aus dem aufgelassenen Friedhof der Hofer Lorenzkirche geborgen.

### Ruinen der Wallenroder Burgen
Auf dem Hausberg von Bad Berneck befinden sich mehrere Ruinen. Von der ältesten Burg stammen der sogenannte Schlossturm und Mauerreste des Wohnbereichs. In der Nähe wurde eine Freilichtbühne errichtet, die die Ruine als Kulisse einbezieht. Zwischen der alten Burg und der Burg Neuwallenrode steht die Ruine der Marienkapelle, die von Veit von Wallenrode 1480 errichtet, aber wohl in der Zeit der Reformation bereits wieder aufgegeben wurde. Die Burg Neuwallenrode (oder auch Hohenberneck) erbaute Veit von Wallenrode in der Zeit von 1478 bis 1491. Sie lässt als Ruine die Zugbrücke zum Torbogen einer inneren Anlage gut erkennen. Die Wohnanlage ist noch über zwei Stockwerke sichtbar. Zur Zeit des Zweiten Markgrafenkrieges befanden sich die beiden Burgen bereits im Verfall. Das zugehörige Amt wurde nach Gefrees verlagert.

### Die Wallenrode und der Deutsche Orden
Die Familie von Wallenrode ist durch ihre Verbindungen zum Deutschen Orden bekannt geworden. Sie versah nicht nur mehrere hohe Ämter Im Ordensland in Preußen, sondern siedelte sich im Gefolge der Ordensritter auch in Ostpreußen an. Die sichere Stammreihe des ostpreußischen Zweiges beginnt mit Martin von Wallenrode und seinem Sohn Hans von Wallenrode, der von 1458 bis 1492 auf Pachollen, Königsee und Prökelwitz in Preußen angesessen war.
Konrad von Wallenrode (* zwischen 1330 und 1340; † 23. Juli 1393) war von 1390 bis zu seinem Tode Hochmeister des Deutschen Ordens. In dieser kurzen Zeit führte er als Gegner der Polnisch-Litauischen Union mehrere Feldzüge gegen das Großherzogtum Litauen. Der Erfolg wurde erheblich gedämpft wegen einer vermutlichen Rivalität mit dem Großmarschall Engelhard Rabe von Wildstein, wodurch die Einnahme von Wilna scheiterte und viele Ritter gegen Konrad revoltierten.
Johannes von Wallenrode (* um 1370 in Wasserknoden; † 28. Mai 1419) war ebenfalls Ordensritter und im Laufe seiner geistlichen Karriere als Johannes V. auch Erzbischof von Riga (1393–1418) und als Johannes VII. Bischof von Lüttich (1418–1419). Er war der Neffe von Konrad.
Friedrich von Wallenrode war seit 1407 Ordensmarschall und fiel 1410 in der Schlacht bei Tannenberg.

### Verbreitung
- Orte mit Hinweisen auf die Familie von Wallenrode sind Bad Berneck, Streitau, Heinersreuth mit Altenplos, Marktschorgast, Ludwigschorgast und Wirsberg
- Unmittelbar verwandte Adelsgeschlechter sind Sparneck, Pappenheim

Sebastian von Pappenheim aus der Gräfenthaler Linie war mit Ursula von Wallenrode verheiratet. Ein Allianzwappen befindet sich auf Schloss Wespenstein.
In der Zeit um 1536 und 1538 ist Matthes von Wallenrod als Amtmann und Schösser auf dem Schloss Sonneberg belegt. Im Rahmen der Reformation erhielt er 1540 als Geschenk vom Kurfürsten Johann Friedrich I. dem Großmütigen das säkularisierte Kloster Georgenberg. Als Coburger Festungshauptmann erwarb Matthes von Wallenrod am 1. Mai 1544 das säkularisierte Kloster Mildenfurth und baute die romanische Stiftskirche als Renaissanceschloss um.
Standeserhöhungen: Johann Ernst von Wallenrodt wurde am 14. Februar 1676 in den erblichen Reichsgrafenstand mit dem Prädikat Hoch- und Wohlgeboren erhoben, Adam Christoph von Wallenrodt wurde am 18. Januar 1701 mit dem Prädikat Hochwohlgeboren der preußische Grafenstand verliehen.

## Wappen
Das Wappen der Familie von Wallenrode zeigt eine quadratische silberne Gürtelschnalle auf rotem Grund, sie ist verziert mit Kleeblättern an den Ecken. Im offenen roten Flug wiederholt sich das Motiv. Bei der Linie der Wallenrode in Streitau besteht der Unterschied im Wappen lediglich in einem geschlossenen Flug.
Die Gemeinde Heinersreuth erinnert in Elementen ihres Wappens an die Wallenroder. Sie saßen von 1549 bis 1728 in Altenplos.

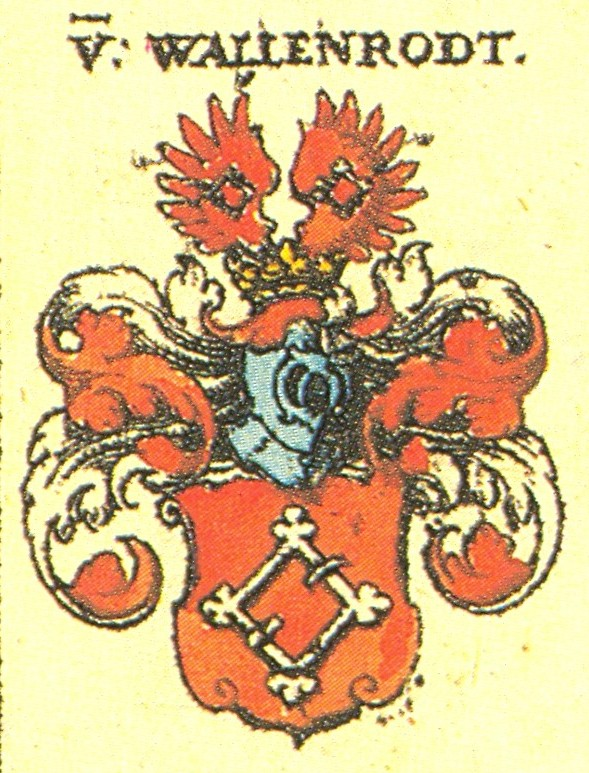
Wappen der Familie von Wallenrode nach Siebmachers Wappenbuch
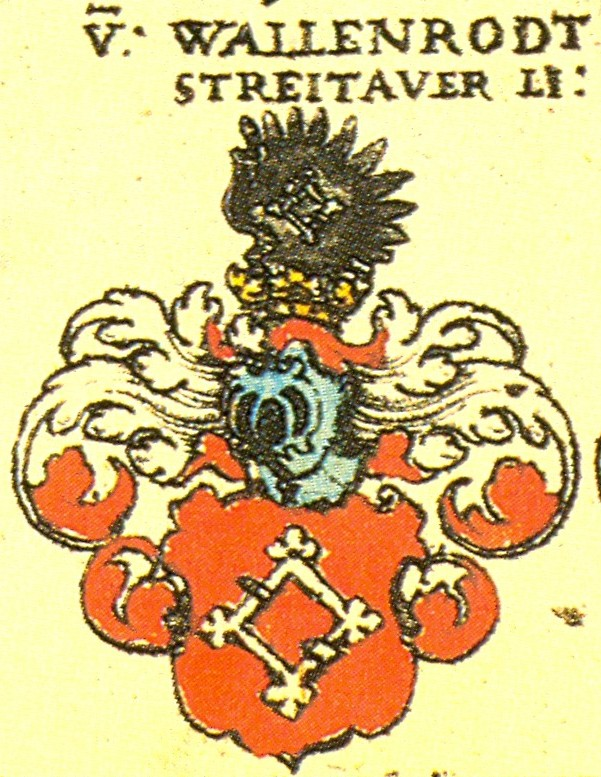
Wappen der Linie der Wallenrode zu Streitau
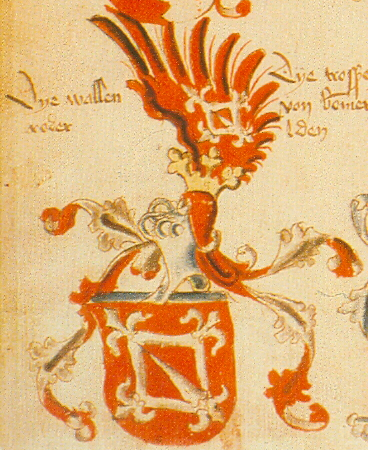
Wappen im Ingeram-Codex
Wappen der Gemeinde Heinersreuth

## Persönlichkeiten
- Konrad von Wallenrode (um 1330/40–1393), Hochmeister des Deutschen Ordens (1390–1393)
- Johannes von Wallenrode (um 1370–1419), Erzbischof von Riga (1393–1418) und Bischof von Lüttich (1418–1419), siehe auch Johannes Ambundi
- Georg von Wallenrode, Ritter des Deutschen Ordens
- Agnes von Wallenroth († 1409), Äbtissin im Kloster Himmelkron
- Friedrich von Wallenrode
- Kunigunde von Wallenrod (1480–1549), Äbtissin im Kloster Frauenaurach
- Martin von Wallenrodt (1570–1632), herzoglicher Kanzler, Gründer der Wallenrodtschen Bibliothek
- Siegmund von Wallenrodt (1604–1649), kurbrandenburger Landobrist des Herzogtums Preußen
- Johann Ernst von Wallenrodt (1615–1697), Amtshauptmann von Tapiau und Landhofmeister der Oberratsstube Königsberg
- Georg Heinrich von Wallenrodt (1620–1659), kurbrandenburgischer Obrist
- Siegmund Friedrich von Wallenrodt (1620–1666), kurbrandenburgischer Obrist, Erbherr auf Draulitten
- Adam Christoph von Wallenrodt (1644–1711), Oberhofmarschall von Preußen, Mitglied im Schwarzen Adlerorden
- Sigismund von Wallenrodt (1652–1723), preußischer Staatsmann
- Johann Christoph Julius Ernst von Wallenrodt (1670–1727), preußischer Gesandter in London
- Johann Ernst von Wallenrodt (1695–1766), preußischer Staats- und Kriegsminister
- Christoph Siegmund von Wallenrodt († nach 1778), preußischer Oberstleutnant und Kommandeur
- Johanna Isabella Eleonore von Wallenrodt (1740–1819), Schriftstellerin
- Hermann von Wallenrodt (1798–1872), Landrat im Kreis Stuhm (1853–1858)